# 傳統音樂
傳統音樂是指經過數個世代傳承發展而來的音樂 ，而“樂種”就是在這樣的過程中，形成了專屬的音樂特徵，可體現在多個方面，如使用的樂器、演奏方式、樂曲內容、記譜方式、律制，更進一步，還有樂學理論、美學觀點、音樂文化等等。諸多特徵之間往往緊密相關，構成一個完整的體系。各個國家的傳統音樂，通常涵蓋了數個樂種。

## 各國傳統音樂
- 中國傳統音樂
- 日本傳統音樂
- 韓國傳統音樂
- 印度傳統音樂